# 케언스 타이팬스
케언스 타이팬스(영어: Cairns Taipans)는 퀸즐랜드주 케언스를 연고지로 하는 NBL 소속 프로 농구 팀이다. 홈경기장은 케언스 컨벤션 센터이다.